# استفان لیو
استفان لیو (انگلیسی: Stefan Liv; ۲۱ دسامبر ۱۹۸۰ – ۷ سپتامبر ۲۰۱۱) بازیکن هاکی روی یخ اهل سوئد بود.